# Distretti del Giappone

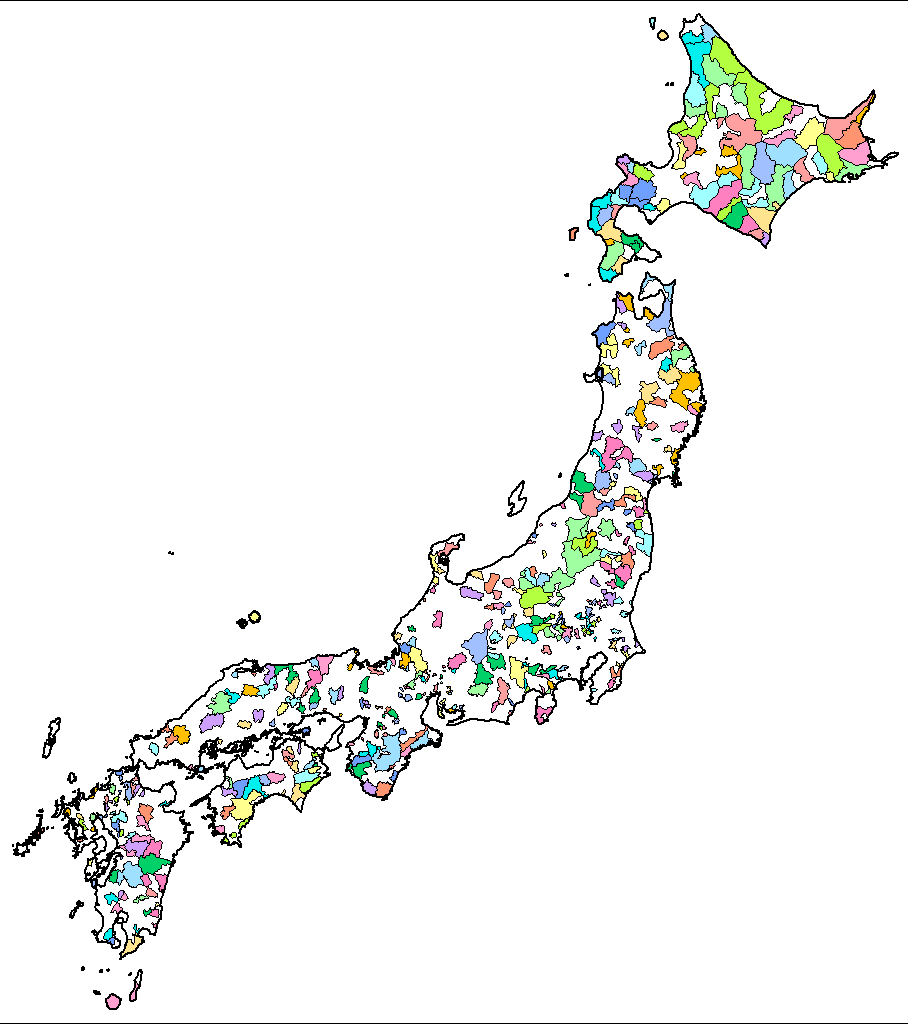
Distretti del Giappone

Il distretto (郡?, gun) è una suddivisione territoriale del Giappone. Attualmente ha perso l'importanza che ebbe tra il 1878 ed il 1921, quando aveva una propria giunta di governo ed era secondo solo alle prefetture. A quel tempo, il suo livello amministrativo era simile a quello attuale di molte delle contee statunitensi, alle quali sono demandati gran parte dei poteri locali.

## Caratteristiche
Con la legge di Autonomia Locale, promulgata nel 1947, che ha definito le attuali strutture delle amministrazioni locali giapponesi, le prefetture sono ora divise in città (市?, shi), cittadine (町?, chō oppure machi) e villaggi (村?, mura o anche son). Queste municipalità (市町村区?, shichōsonku) hanno proprie giunte di governo, le cui giurisdizioni sono limitate a una parte dei territori compresi nella prefettura.
Le cittadine ed i villaggi formano gli attuali distretti, che non hanno proprie giunte di governo e sono utilizzati principalmente a scopi postali e per identificare l'area geografica di cui i relativi villaggi e cittadine fanno parte. Pur facendo parte del distretto, cittadine e villaggi non sono soggetti ad alcun potere amministrativo proprio del distretto stesso.